# کوه کولیما
آتشفشان کولیما (به اسپانیایی: Volcán de Colima) یک کوه در مکزیک است که در خالیسکو واقع شده‌است.